# Lijst van burgemeesters van Brielle
Dit is een lijst van burgemeesters van de voormalige Nederlandse gemeente Brielle in de provincie Zuid-Holland, tot de opheffing van de gemeente op 1 januari 2023.
| Ambtsperiode | Naam burgemeester                    | Partij of stroming | Bijzonderheden                                                                                  |
| ------------ | ------------------------------------ | ------------------ | ----------------------------------------------------------------------------------------------- |
| 1814 - 1822  | Mr. W. Hoyer                         |                    |                                                                                                 |
| 18?? - 1847  | J. van der Minne                     |                    |                                                                                                 |
| 1847 - 1851  | Mr. N.J.C. Lette van Oostvoorne      |                    |                                                                                                 |
| 1851 - 1856  | Mr. A.M. de Rouville                 |                    |                                                                                                 |
| 1856 - 1865  | W.C. van den Brandeler               |                    |                                                                                                 |
| 1865 - 1868  | G. Bruynis                           |                    |                                                                                                 |
| 1869 - 1884  | G.F. Lette                           |                    |                                                                                                 |
| 1884 - 1894  | V.V.R.C.R. baron Van Heemstra        |                    |                                                                                                 |
| 1894 - 1919  | N.J.C.S.H. Lette                     |                    |                                                                                                 |
| 1919 - 1937  | F.J.D.C. Egter van Wissekerke        |                    |                                                                                                 |
| 1937 - 1942  | J.A. Colette                         |                    |                                                                                                 |
| 1942 - 1943  | J.G. van Houten                      | NSB                |                                                                                                 |
| 1943         | В.C. Wisboom                         | NSB                | waarnemend, tevens waarnemend burgemeester van Oostvoorne, later o.a. burgemeester van Hoornaar |
| 1943 - 1945  | W.F. van der Hoff                    | NSB                |                                                                                                 |
| 1945 - 1947  | Krijn (K.) van der Knoop             |                    | waarnemend                                                                                      |
| 1947 - 1956  | Harm (H.) van Sleen                  | PvdA               |                                                                                                 |
| 1956 - 1963  | D.M. van Zwieten                     | PvdA               | oneervol ontslagen                                                                              |
| 1963         | Godert (G.W.) baron van Dedem        | CHU                | waarnemend, teven burgemeester van Heerjansdam                                                  |
| 1963 - 1971  | Henk (H.) van Es                     | PvdA               |                                                                                                 |
| 1972 - 1976  | Joop (J.) Huurman                    | PvdA               |                                                                                                 |
| 1977 - 1987  | Cor (C.J.) de Ronde                  | PvdA               |                                                                                                 |
| 1987 - 1997  | Jaap (J.F.) Sala                     | PvdA               |                                                                                                 |
| 1997         | Loudi (L.E.) Stolker-Nanninga        | PvdA               | waarnemend                                                                                      |
| 1997 - 2002  | Trix (B.F.A.) van der Kluit-de Groot | VVD                |                                                                                                 |
| 2002         | Harry (H.H.M.) Groen                 | VVD                | waarnemend                                                                                      |
| 2002 - 2014  | Betty (G.W.M.) van Viegen            | PvdA               |                                                                                                 |
| 2014 - 2022  | Gregor (G.G.J.) Rensen               | PvdA               | Waarnemend tot 28 oktober 2015, vanaf die datum gaat de benoeming tot burgemeester in.          |